# Martin E. P. Seligman
Martin E. P. Seligman (New York, 12 agosto 1942) è uno psicologo e saggista statunitense.

## Biografia
Martin Seligman è "Zellerbach Family Professor of Psychology" all'Università della Pennsylvania, e direttore del "Positive Psychology Center" nella stessa università. In passato ha diretto il reparto di formazione clinica del Dipartimento di Psicologia. Nel 1998, fu eletto presidente dell'American Psychological Association (APA); è stato fondatore e direttore del Prevention and Treatment Magazine (il giornale elettronico dell'APA).
Seligman è considerato il fondatore della psicologia positiva. In uno studio di Haggbloom del 2002 sui più eminenti psicologi del XX secolo, Seligman occupava il trentunesimo posto fra i più citati psicologi nei manuali di psicologia. Ha condotto diversi esperimenti sull'impotenza appresa (in inglese: Learned helplessness).
È autore di molti saggi divulgativi divenuti best seller, tra i quali Imparare l'ottimismo, Come crescere un bambino ottimista, La costruzione della felicità.
È anche un appassionato giocatore di Bridge, disciplina nella quale ha riscosso un discreto successo, essendo arrivato a piazzarsi al secondo posto in uno dei tre principali campionati americani.

## Opere
- Imparare l'ottimismo : Come cambiare la vita cambiando pensiero [Learning Optimism], Presentazione di Gian Vittorio Caprara, Firenze, Giunti, 1996.
- Seligman, M.E.P. (1993). What You Can Change and What You Can't: The Complete Guide to Successful Self-Improvement. New York: Knopf. (Paperback reprint edition, 1995, Ballantine Books)
- Come crescere un bambino ottimista [The Optimistic Child: Proven Program to Safeguard Children from Depression & Build Lifelong Resilience], traduzione di Teresa Franzosi, Milano, Sperling & Kupfer, 2006  [1996], ISBN 88-200-4021-2.
- La costruzione della felicità [Authentic Happiness: Using the New Positive Psychology to Realize Your Potential for Lasting Fulfillment], traduzione di Teresa Franzosi, Milano, Sperling & Kupfer, 2005  [2003].